# Фест-ноз

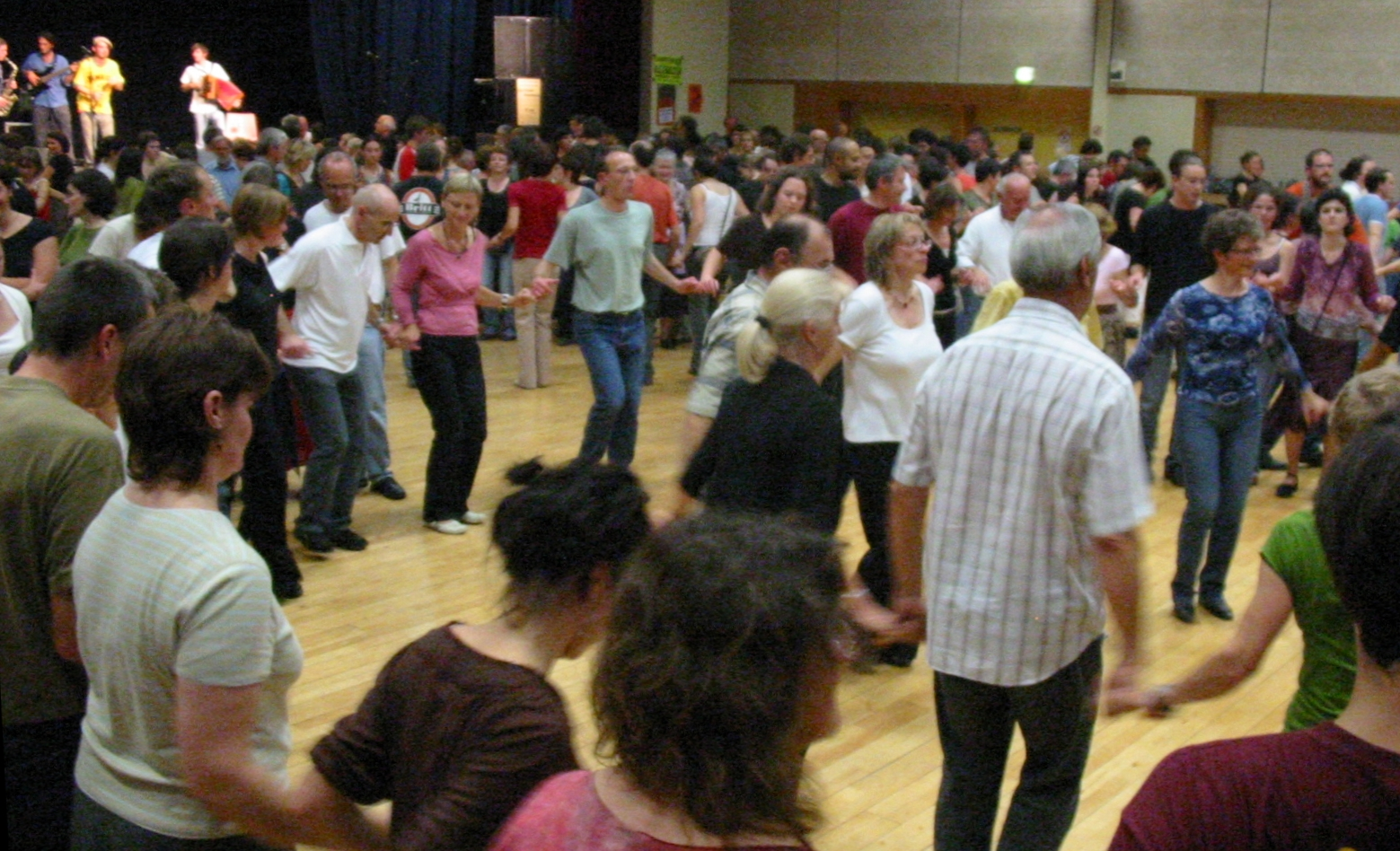
Фест-ноз в 2007 году.

Фест-ноз (брет. Fest Noz, дословно — «ночной праздник») — традиционный бретонский танцевальный фестиваль, сопровождаемый пением и инструментальной музыкой.

## Традиция
Термин «фест-ноз» известен в Бретани с конца XIX века, однако окончательно это название закрепилось за традиционными фестивалями только в середине XX века. Считается, что в прошлом они проводились во время постройки жилища при устройстве земляного пола или во время сельскохозяйственных работ для выравнивания поверхности полей. В наши дни фест-ноз направлен на сохранение бретонских народных традиций. В нём участвуют представители разных поколений. Ежегодно в Бретани организуется большое количество подобных мероприятий.

## Особенности
Для фест-ноза характерны групповые танцы, когда участники становятся в круг или в параллельные линии. Танцы, направленные на сближение танцоров «живот к животу», в прошлом были запрещены церковью как похотливые. Действие сопровождается музыкальным аккомпанементом. До изобретения микрофонов чаще всего играли на бретонской волынке и гобое, позже начали использовать различные музыкальные инструменты с разнообразным репертуаром. Песни поются как во время танца самими танцорами, так и в промежутках между танцами особыми исполнителями.
5 декабря 2012 года фест-ноз был включён в список нематериального наследия человечества ЮНЕСКО.